# 忍者 枯葉塔九郎
『忍者 枯葉塔九郎』（にんじゃ かれはとうくろう）は、1963年に発表された山田風太郎の時代小説。忍法帖シリーズの短編の一つ。『週刊大衆』（双葉社）1963年1月5日号に掲載された。

## 物語
盛岡藩家老の娘・お圭を連れて出奔した筧隼人は、斬られても繋げれば死なない忍者・枯葉塔九郎との八百長による御前試合に勝ち、鳥取藩に仕官する。しかし、隼人は塔九郎との約束を破り、斬られた塔九郎の体をバラバラの状態で放置する。瀕死の塔九郎を、夫の代わりに繋げて助けたお圭は2人で駆け落ちしてしまう。その後、代官に出世した筧隼人は、お圭と枯葉塔九郎に3年ぶりに再会する。

## 登場人物
- 筧 隼人（かけい はやと） - 盛岡藩20万石の国家老・南部修理の家来。お圭とかけおち、逐電した。
- お圭（おけい） - 南部修理の娘。筧隼人の妻。
- 枯葉 塔九郎（かれは とうくろう） - 謎の巡礼姿の男。
- 池田 備中守（いけだ びっちゅうのかみ） - 鳥取藩32万石の大名（久松山城主）[2]。
- 大角 勘左衛門（おおすみ かんざえもん） - 大兵肥満の浪人。御前試合の志願者。
- 三浦 軍次（みうら ぐんじ） - 禿鷹に似た精悍な浪人。同上。

## 漫画化
- せがわまさきにより、『山風短』の一編として漫画化され、『月刊ヤングマガジン』（講談社）にて、2011年8号から2011年12号まで連載された。
- 「大いなる幻術」 （原作：忍者枯葉塔九郎 / 画：水木しげる、ちくま文庫『野ざらし忍法帖』）（同カラー版、着彩：京極夏彦、『風太郎千年史』）として漫画化された。登場人物3人の名前と結末が、山田原作と異なる。